# Sint-Godelievekerk (Brugge)

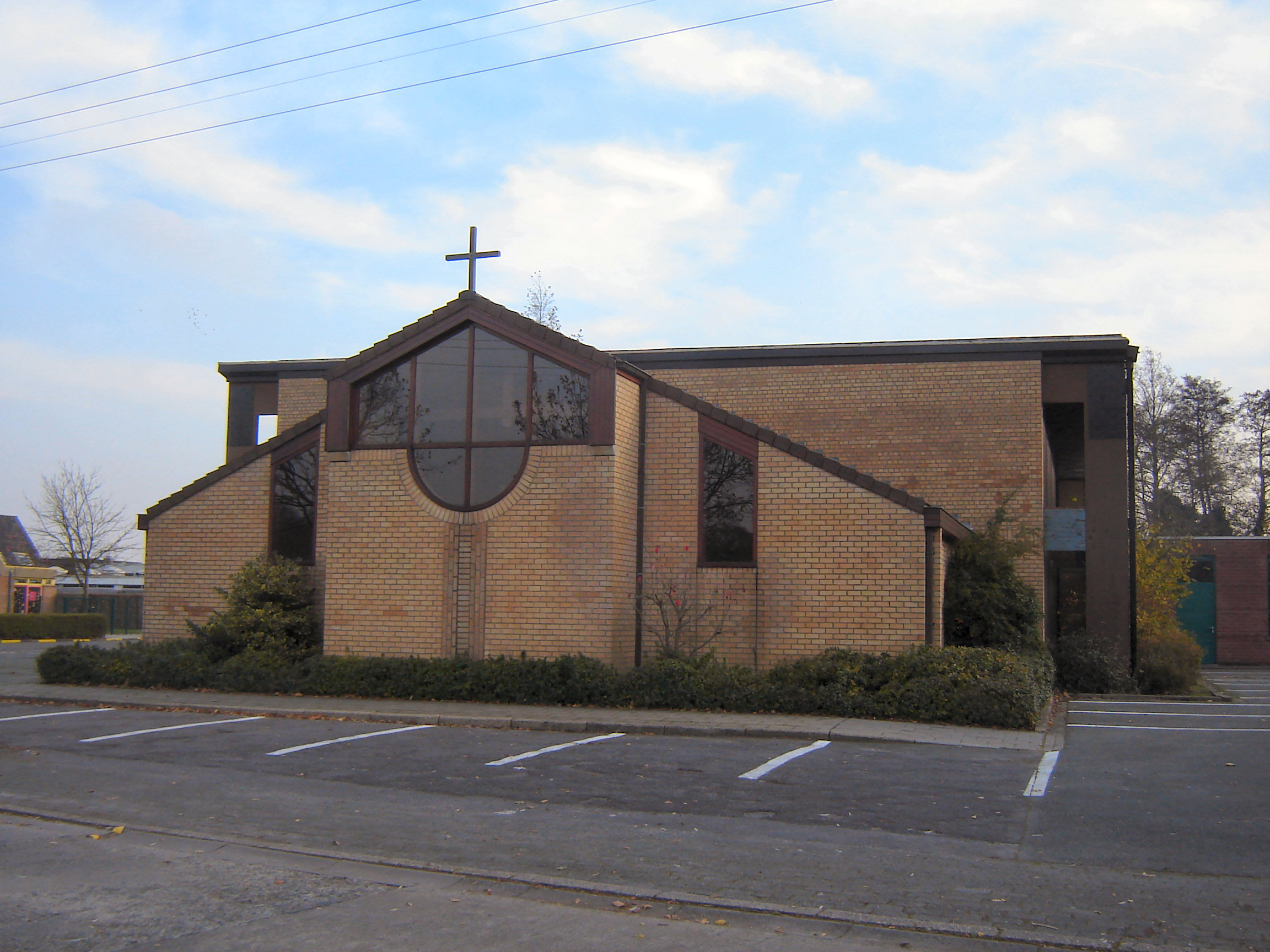
Sint-Godelievekerk, voorgevel

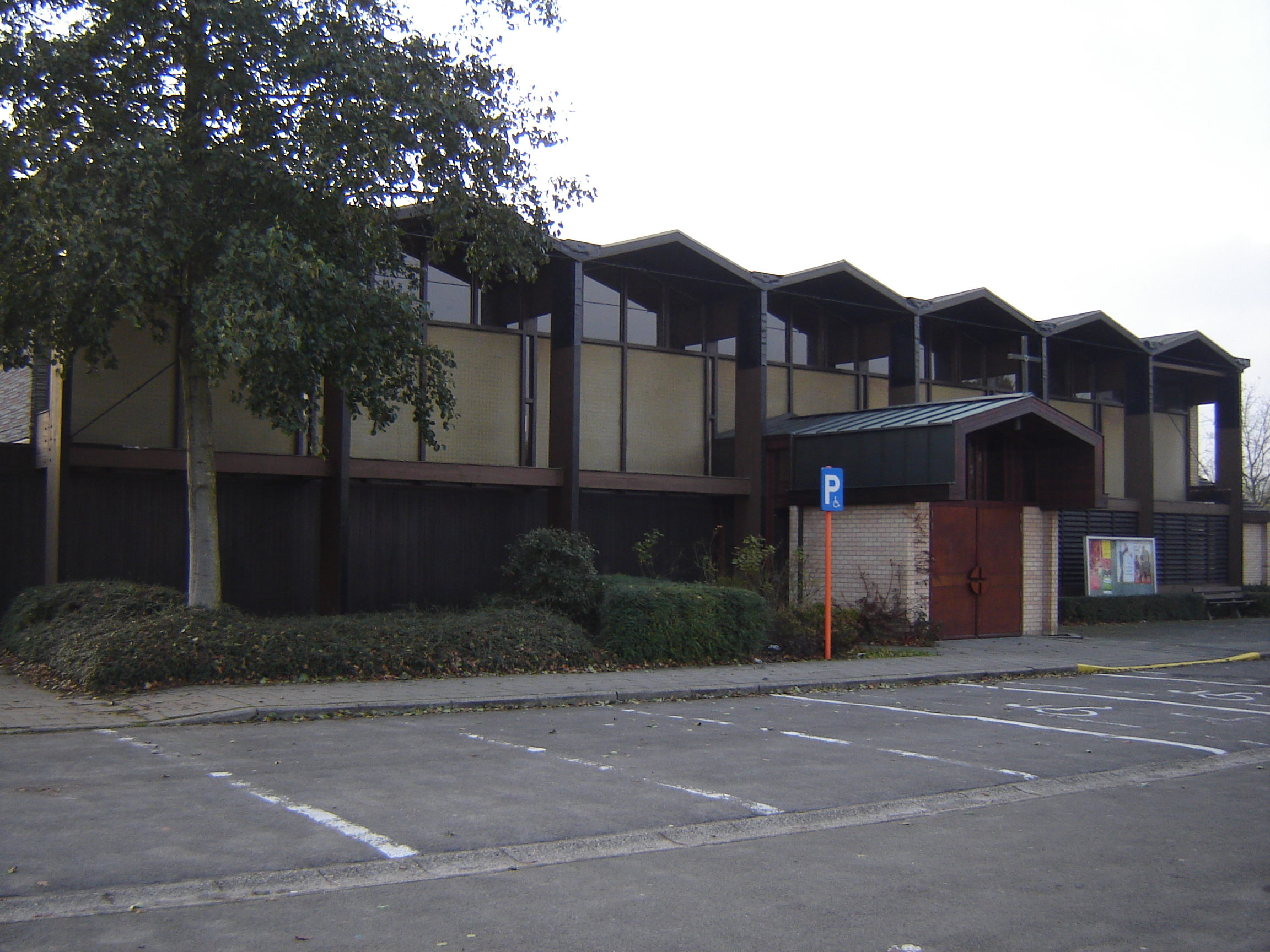
Sint-Godelievekerk, zijgevel

De Sint-Godelievekerk is een parochiekerk in de tot de West-Vlaamse stad Brugge behorende deelgemeente Sint-Michiels, gelegen aan het Sint-Michielslaan 33. De kerk is gelegen vlak naast de Stedelijke Basisschool, afdeling B.
Het kerkgebouw, in modernistische stijl, is een ontwerp van Raymond Huyghebaert en Rémy Vander Looven. Het bestaat uit een hoofdruimte die gedragen wordt door een met hout beklede staalconstructie en een zijgevel die een reeks puntdaken toont waaronder zich aan de bovenzijde een glazen wand bevindt. Hier bevindt zich ook een voorportaal. Verder zijn er twee zijportalen in baksteen onder zadeldak.